# Choroba Mareka

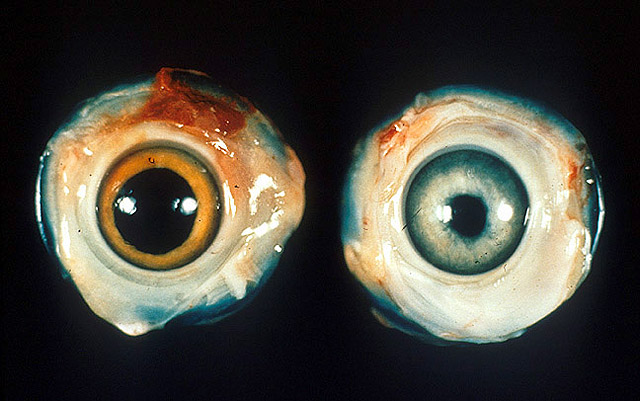
Chłoniak oczny; po lewej gałka oczna zdrowej kury, po prawej gałka oczna kury z chorobą Mareka

Choroba Mareka – wysoce zakaźna wirusowa choroba nowotworowa występująca u kury domowej. Nazwa choroby upamiętnia lekarza weterynarii, który opisał ją jako pierwszy, József Marek, w 1907 roku. Czynnikiem etiologicznym choroby jest herpeswirus zwany MDV (Marek’s Disease Virus), określany też jako GaHV-2 (Gallid herpesvirus 2). Choroba charakteryzuje się obecnością chłoniaka z limfocytów T oraz naciekaniem nerwów i narządów wewnętrznych przez limfocyty. Wirusy związane z MDV wydają się być łagodne i mogą być stosowane jako szczepy szczepionkowe w celu zapobiegania chorobie Mareka. Na przykład pokrewny herpeswirus występujący u indyków (HVT) nie powoduje widocznej choroby u ptaków i jest stosowany jako szczep szczepionkowy do zapobiegania chorobie Mareka.
Ptaki zakażone GaHV-2 mogą być przez całe życie nosicielami i siewcami wirusa. Nowonarodzone pisklęta są chronione przez przeciwciała matczyne przez kilka tygodni. Po zakażeniu mikroskopijne zmiany pojawiają się po jednym do dwóch tygodni, a duże zmiany po trzech do czterech tygodniach. Wirus rozprzestrzenia się wraz z łupieżem z mieszków włosowych piór i przenoszony jest przez drogi oddechowe bądź pokarmowe.

## Objawy
Wyróżniono sześć postaci choroby, które mogą nakładać się na siebie:
- Klasyczna choroba Mareka lub neurolimfomatoza powoduje asymetryczny paraliż jednej lub więcej kończyn. W przypadku zajęcia nerwu błędnego mogą wystąpić trudności w oddychaniu lub poszerzenie woreczka podjęzykowego. Oprócz zmian w nerwach obwodowych często występują nacieki chłoniakowe bądź guzy w skórze, mięśniach szkieletowych i narządach trzewnych. Często atakowane narządy to jajniki, śledziona, wątroba, nerki, płuca, serce, trzustka i nadnercza;
- Ostra choroba Mareka to epidemia w stadzie wcześniej niezakażonym lub niezaszczepionym, powodująca depresję, paraliż i śmierć dużej liczby ptaków (do 80%). Wiek zachorowania jest znacznie wcześniejszy niż forma klasyczna; ptaki mają od czterech do ośmiu tygodni, gdy są dotknięte chorobą. Obserwuje się naciekanie do wielu narządów/tkanek;
- Chłoniak oczny powoduje naciek limfocytów tęczówki (szarość tęczówki), nierówny rozmiar źrenic i ślepotę;
- Skórna choroba Mareka powoduje okrągłe, jędrne zmiany na mieszkach piórowych[4];
- U kurcząt – zakażonych eksperymentalnie – indukowana jest miażdżyca[5];
- Immunosupresja to upośledzenie limfocytów T wynikające z choroby Mareka, uniemożliwiające kompetentną odpowiedź immunologiczną przeciwko prowokacji patogennej, przy czym chore ptaki stają się bardziej podatne na stany chorobowe, takie jak kokcydioza i zakażenie Escherichia coli[6]. Co więcej, bez stymulacji przez odporność komórkową, odporność humoralna nadawana przez linie komórek B z Bursy Fabrycjusza również zanika, co skutkuje ptakami, które mają całkowicie obniżoną odporność.

## Diagnoza
Rozpoznanie guzów limfoidalnych u drobiu jest skomplikowane ze względu na wiele czynników etiologicznych, które mogą powodować bardzo podobne guzy. Często zdarza się, że u kurczaka może być obecny więcej niż jeden ptasi wirus nowotworu, dlatego należy wziąć pod uwagę zarówno diagnozę choroby lub guza (rozpoznanie patologiczne), jak i wirusa (rozpoznanie etiologiczne). Zaproponowano etapowy proces diagnozowania choroby Mareka, który obejmuje:
1. Historię, epidemiologię, obserwacje kliniczne i sekcję zwłok,
2. Charakterystykę komórki nowotworowej,
3. Charakterystykę wirusologiczną.

Wykazanie powiększenia nerwów obwodowych wraz z sugestywnymi objawami klinicznymi u ptaka w wieku około trzech do czterech miesięcy (z guzami trzewnymi lub bez) wysoko sugeruje chorobę Mareka. Badanie histologiczne nerwów ujawnia naciek pleomorficznych limfocytów nowotworowych i zapalnych. Neuropatię obwodową należy również traktować jako główne wykluczenie u młodych kurcząt z porażeniem i powiększeniem nerwów bez guzów trzewnych, zwłaszcza w przypadku nerwów z obrzękiem międzynerwowym i naciekiem komórek plazmatycznych.
Obecność guzków na narządach wewnętrznych może również sugerować chorobę Mareka, ale w celu potwierdzenia wymagane są dalsze badania. Odbywa się to poprzez histologiczną demonstrację naciekania chłoniaka do zaatakowanej tkanki. Zaangażowany może być szereg leukocytów, w tym linie komórek limfocytarnych, takie jak duże limfocyty, limfoblasty, prymitywne komórki siateczkowate i sporadycznie komórki plazmatyczne, jak również makrofagi i komórki plazmatyczne. Komórki T są zaangażowane w nowotwór złośliwy, wykazując zmiany nowotworowe z objawami mitozy. Nacieki chłoniaka należy odróżnić od innych stanów, które atakują drób, w tym białaczki limfatycznej i siateczkowo-śródbłonka, jak również od zapalenia związanego ze zmianami przerostowymi zaatakowanej tkanki.
Kluczowe objawy kliniczne oraz cechy ogólne i mikroskopowe, które są najbardziej przydatne w różnicowaniu choroby Mareka od białaczki limfatycznej i siateczkowo-śródbłonkowej obejmują:
1. Wiek: choroba Mareka może dotknąć ptaki w każdym wieku, w tym poniżej 16 tygodnia życia;
2. Objawy kliniczne: Częsty paraliż skrzydeł i nóg;
3. Zapadalność: >5% w stadach nieszczepionych;
4. Potencjalne powiększenie nerwu;
5. Guzy międzypęcherzykowe w kaletce Fabrycjusza;
6. zaangażowanie ośrodkowego układu nerwowego (OUN);
7. Proliferacja limfoidalna w mieszkach skóry i piór;
8. Pleomorficzne komórki limfoidalne w nerwach i nowotworach;
9. Chłoniaki z komórek T[8].

W dodatku do ogólnej patologii i histologii inne zaawansowane procedury stosowane do ostatecznego rozpoznania choroby Mareka obejmują immunohistochemię do identyfikacji typu komórek i antygenów specyficznych dla wirusa, standardową i ilościową reakcję PCR do identyfikacji wirusa, izolację wirusa w celu potwierdzenia infekcji oraz serologię do potwierdzenia/wykluczenia infekcji.
Laboratorium referencyjnym Światowej Organizacji Zdrowia Zwierząt (OIE) zajmującym się chorobą Mareka jest grupa ptasiej wirusowej onkogenezy (kierowana przez profesora Venugopala Naira OBE) w Instytucie Pirbrighta w Wielkiej Brytanii.
Badanie krwi PCR może również wykryć chorobę Mareka, a odpowiednie badanie może odróżnić ptaka zaszczepionego z przeciwciałami od prawdziwie pozytywnego na chorobę Mareka.

## Leczenie
Choroba Mareka jest nieuleczalna, jednak pomocna może być opieka podtrzymująca.

## Prewencja
Zaleca się, aby wszystkie stada, w których stwierdzono chorobę Mareka, pozostały zamknięte, bez wprowadzania lub opuszczania stada. Ścisłe bezpieczeństwo biologiczne i właściwe czyszczenie są niezbędne, przy użyciu produktów takich jak Activated Oxine lub Virkon S i ograniczaniu gromadzenia się łupieżu w środowisku. Właściwa dieta, regularne odrobaczanie i suplementy witaminowe mogą również pomóc w utrzymaniu zakażonych stad w zdrowszym stanie. Redukcja stresu jest również kluczowym elementem, ponieważ stres często powoduje chorobę u ptaków zarażonych chorobą Mareka.
Szczepienie jest jedyną znaną metodą zapobiegania rozwojowi nowotworów, gdy kurczęta są zakażone wirusem. Podanie szczepionki nie zapobiega dalszej transmisji wirusa przez zarażonego ptaka, chociaż zmniejsza ilość wirusa wydalanego w łupieżu, zmniejszając w ten sposób horyzontalne rozprzestrzenianie się choroby.
Ponieważ szczepienie nie zapobiega zakażeniu wirusem, choroba nadal przenosi się z zaszczepionych stad na inne ptaki, w tym populację dzikiego ptactwa.
Szczepionkę można podawać jednodniowym pisklętom poprzez inokulację podskórną lub szczepienie in ovo, gdy jaja są przenoszone z inkubatora do klujnika. Preferowaną metodą jest szczepienie in ovo, ponieważ nie wymaga obsługi piskląt i może być szybko wykonane metodami zautomatyzowanymi. Odporność rozwija się w ciągu dwóch tygodni.
Szczepionka przeciwko chorobie Mareka jest „nieszczelną szczepionką”, co oznacza, że zapobiega się jedynie objawom choroby. Zakażenie gospodarza i przenoszenie wirusa nie są hamowane przez szczepionkę, co prowadzi do selekcji szczególnie wirulentnych szczepów. Kontrastuje to z większością innych szczepionek, w których zapobiega się zakażeniu gospodarza.

## Historia
Pierwsza szczepionka przeciwko chorobie Mareka została wprowadzona w 1970 roku. Choroba powodowała łagodny paraliż, a jedyne możliwe do zidentyfikowania zmiany chorobowe znajdowały się w tkance nerwowej. Śmiertelność kurcząt zarażonych chorobą Mareka była dość niska. Obecne szczepy wirusa Mareka, dziesiątki lat po wprowadzeniu pierwszej szczepionki, powodują rozwój chłoniaka w całym ciele kurcząt, a śmiertelność u kurcząt nieszczepionych sięga 100%.
W normalnych warunkach wysoce zjadliwe szczepy wirusa nie są selekcjonowane. Wysoce zjadliwy szczep zabiłby gospodarza, zanim wirus miałby możliwość przeniesienia się na innych potencjalnych gospodarzy i replikacji. W ten sposób wybierane są mniej zjadliwe szczepy. Te szczepy są wystarczająco zjadliwe, aby wywołać objawy, ale nie na tyle, aby zabić żywiciela, umożliwiając dalszą transmisję. Jednak nieszczelna szczepionka zmieniła tę ewolucyjną presję i umożliwiła ewolucję wysoce zjadliwych szczepów. Niezdolność szczepionki do zapobiegania zakażeniom i przenoszeniu umożliwiła rozprzestrzenianie się wysoce zjadliwych szczepów wśród zaszczepionych kurcząt.
Ewolucja choroby Mareka spowodowana szczepieniami miała ogromny wpływ na przemysł drobiarski. Wszystkie kurczęta na całym świecie są obecnie szczepione przeciwko chorobie Mareka (ptaki wykluwane w prywatnych stadach nieśnych lub wystawowych są rzadko szczepione). Wyselekcjonowanie wysoce zjadliwych szczepów doszło do tego stopnia, że każdy kurczak, który nie jest szczepiony umrze, jeśli zostanie zarażony.